# Guillermo Cantú
Guillermo Luis Cantú Saenz (Torreón, 12 gennaio 1968) è un ex calciatore messicano, di ruolo centrocampista.

## Carriera

### Club
Ha trascorso l'intera carriera nel campionato messicano.

### Nazionale
Con la maglia della Nazionale ha vinto una Gold Cup, segnando, tra l'altro, in finale.